# Hamid Lefdjah
Hamid Lefdjah (ur. 16 grudnia 1960 w Oranie) – algierski piłkarz grający na pozycji pomocnika. W swojej karierze rozegrał 2 mecze w reprezentacji Algierii.

## Kariera klubowa
Całą swoją karierę piłkarską Lefdjah spędził w klubie ASM Oran, w którym grał w latach 1979-1990.

## Kariera reprezentacyjna
W reprezentacji Algierii Lefdjah zadebiutował w 1983 roku. W 1984 roku był w kadrze Algierii na Puchar Narodów Afryki 1984. Z Algierią zajął 3. miejsce w tym turnieju, jednak nie rozegrał w nim żadnego meczu. W kadrze narodowej zagrał dwukrotnie.